# 达尼钦波桑波贝
达尼钦波桑波贝（Sangpo Päl，1262年—1324年）藏族，元朝藏传佛教萨迦派法主。
达尼钦波桑波贝是乌思藏萨斯迦（今西藏自治区萨迦县）昆氏（hKhon）家族人。他是意希迥乃之子，意希迥乃是八思巴的异母弟。被八思巴同母弟白兰王恰那多吉的儿子答耳麻八剌剌吉塔，在1280年八思巴圆寂后，出任萨迦法主。意希迥乃是侍女所生，所以桑波贝备受排挤。萨迦派相关人士污蔑桑波贝的血统，桑波贝被元世祖流放到苏州、杭州，后来他到舟山群岛的普陀山隐居。1287年，答耳麻八剌剌吉塔去世后，昆氏家族无后。帝师乞剌斯八斡节儿建议元成宗复立桑波贝。桑波贝于1298年就任萨迦法主，直到他去世。他先后娶了7个妻子，生下13子2女，开启了萨迦法主娶妻生子的传统。萨迦派的统治达到鼎盛。1324年，桑波贝去世，他的儿子互相争权夺利。他担任帝师的儿子公哥罗古罗思监藏班藏卜，把兄弟们分为四个拉章。
细脱拉章（第四妻玛久南喀杰莫之子）
- 达钦囊卡来巴
  - 贡噶仁钦坚赞贝桑波（其孙为明朝大乘法王贡噶扎西/昆泽思巴）
- （早亡）
- 南喀坚赞贝桑布

拉康拉章（第五妻玛久贡噶南喀之子）
- 公哥列思八冲纳思监藏班藏卜
  - 唆南罗古罗思
- 公哥儿监藏班藏卜
- （早亡）

都却拉章（第六妻玛久仁达玛·拉久尼玛仁钦之子）
- 锁南藏卜（唆南藏卜）
- 贡噶勒巴迥乃坚赞（白兰王，后裔为明朝辅教王）

仁钦岗拉章（第七妻玛久夏鲁玛·宣努本之子）
- 贡噶尼玛坚赞贝桑布
- 嘉央屯月坚赞
- 索南坚赞
- （早亡）